# Андреа Коллінеллі
Андреа Коллінеллі (італ. Andrea Collinelli, 2 липня 1969) — італійський велогонщик.
Олімпійський чемпіон 1996 року в індивідуальній гонці пересідування.
Чемпіон світу з трекових велоперегонів 1996, 1996 років у командній гонці переслідування, срібний призер 1995 (індивідуальна гонка переслідування), 1996 (індивідуальна гонка переслідування), 1998 (медісон) років, бронзовий призер 1997 (індивідуальна гонка переслідування), 1998 (медісон) років.